# Сеулска телевизионна кула „N“
Сеулска телевизионна кула „N“ (на корейски: N서울타워; на английски: YTN Seoul Tower), известна също като Намсанска кула или само Сеулска кула, е наблюдателна, съобщителна, телевизионна и радиокула в Южна Корея, намираща се на планината Намсан, Централен Сеул, извисяваща се на 236 m височина.
Построена през 1971 г., кулата е първата обща съобщителна кула в Южна Корея, предоставяща телевизионно и радиоизлъчване в Сеул. Днес излъчва сигнали на големите корейски медии – KBS, MBC и SBS. Освен основната ѝ функция да предава радиосигнали, кулата е символ на Сеул, а през 2012 г. е избрана за най-любима забележителност на чужденците, които посещават Сеул.

## История
Строежът на кулата започва през 1969 г. и продължава до 1971 г., струвайки около 2,5 милиона долара. Въпреки че строежът е завършен през 1971 г., вътрешността на кулата е готова едва през 1975 г., когато на третия етаж са построени музей, зала, сувенирен магазин. За първи път е отворена за публика на 15 октомври 1980 г. Кулата е преименувана на „N“ след реконструкцията ѝ през 2005 г., като буквата „N“ идва от „new“, „Namsan“ или „nature“.
Когато първоначалният собственик на кулата се слива с чебола CJ Group, кулата е преименувана на N Seoul Tower (официално име CJ Seoul Tower). На нея се намират антените на големите корейски телевизии KBS, MBC, SBS TV и FM, PBC, TBS, CBS и BBS FM.

## Етажи
Plaza P0/B1: Лоби, вход на обсерваторията, бюро „Информация“, жив музей, кафе, детски театър, стая за кърмене
Plaza P1: Билети, фуд корт, светлинна градина, тераса, магазин за сувенири
Tower T1: Корейски ресторант „Hancook“
Tower T2: Наблюдателна площадка, езеро на желанията, „небесна“ тоалетна, „небесно“ кафе, фотографско студио
Tower T3: Наблюдателна площадка, телескопи, магазин за подаръци
Tower T5: въртящ се ресторант 

## Забележителности
Повечето посетители използват въжената линия, за да стигнат до планината Намсан и кулата. Кулата е известна национална забележителност и е често посещавана и заради гледката си към Сеул. Много туристи я посещават и през нощта, когато цялата кула е осветена. Всяка година близо 8,4 милиона души посещават кулата, като около нея се намират и други забележителности, като парка Намсан и селото Намсангол Ханук, посветено на корейските традиционни къщи. Цените на посещението зависят от възрастовата група. Самата кула е разделена на три части: „лоби“, „плаза“ и „кула“. Частта „плаза“ се състои от два етажа, а кулата – от четири.
В анкета, проведена от правителството на Сеул, допитваща се до 2000 чуждестранни туристи, проведена през ноември 2011 г., 16% са посочили поставянето на „катинари на любовта“ по парапетите на кулата, като любима дейност в града. Катинарите се намират на втория етаж на плаза. Освен това, катинарите са популярни и в Корея и са използвани за много филми и корейски драми.
Кулата има и други атрактивни забележителности, включително дигитална обсерватория и езеро на желанията. Езерото на желанията се намира на втория етаж на кулата, където хората обикновено хвърлят пари с пожелание за вечна любов като парите се събират и даряват на училища в Китай и Югоизточна Азия. На третия етаж има наблюдателна площадка, обновена през 2011 г., която има не само 360° изглед към Сеул, но и изложба на последните 600 години от корейската история на 36 LCD екрана. Петият етаж помещава френския ресторант „N Grill“.
Кулата е осветена в синьо от залез слънце до 23:00 или 22:00 през зимата, когато няма големи мъгли. Кулата ползва последните LED технологии, за да предложи на посетителите шоута като „Стрелата на светлината“ и „Душа на светлината“.

## Галерия
- „Катинарите на любовта“ намиращи се на втория етаж на плаза.
- Гледка от кулата
- Една от наблюдателните площадки на кулата.
- Въжената линия, свързващ Сеул и Намсан.